# Jatinangor
Jatinangor ist ein Unterdistrikt am östlichsten Stadtrand von Bandung auf der Insel Java in Indonesien. 
Jatinangor ist hauptsächlich geprägt durch verschiedene Fachbereiche der Padjadjaran-Universität, die aufgrund zunehmender Studierendenzahlen hierhin verlegt wurden. 
Jatinangor ist wie viele Teile Westjavas stark überbevölkert und weist eine enorme Verkehrsbelastung und Umweltverschmutzung auf.

## Verkehr
Eine Buslinie führt direkt von dem Campus in Jatinangor zu dem Hauptcampus Dipati Ukur in Bandung und fährt tagsüber regelmäßig engmaschig.
Das öffentliche Verkehrsmittel für kleine Strecken ist wie überall in Westjava der Angkot oder der etwas teurere Ojek. 
Auch Taxis können gemietet werden.

## Bevölkerung
Jatinangor wird hauptsächlich von Studenten bewohnt, die aus dem ganzen Indonesischen Archipel kommen. Auch ausländische Studenten, vor allem aus Malaysia, studieren hier. 

## Läden und Geschäfte
Vor allem an der Hauptstraße, die direkt nach Bandung führt, gibt es zahlreiche Straßenverkäufer, die hauptsächlich Obst und andere Nahrungsmittel verkaufen. Aber auch Händler mit gebrannten Musik-CDs und Filmen sind sehr häufig vertreten.
Warungs (Imbissstände) und andere Geschäfte, die sich vor allem auf studentisches Zubehör (Copyshops, Schreibwarenläden etc.) spezialisiert haben, sind in ganz Jatinangor zu finden.
Es gibt einige Internetcafés in Jatinangor, die je nach Tageszeit für umgerechnet 10 bis 30 Cent die Stunde rund um die Uhr geöffnet haben.

## Weitere Einrichtungen
Ein Fußballstadion ist inmitten des Campus der Universität Padjadjaran gelegen, das aber nur noch von Studenten zu Trainingszwecken benutzt wird.
Es gibt eine zweite militärische Universität im Westen Jatinangors, deren Absolventen in den Staatsdienst übernommen werden. 
Im Norden findet sich eine große Golfanlage mit Hotel, die meist von der chinesischen Oberschicht Indonesiens besucht wird. Ein großes Einkaufszentrum, das für weitere Verkehrsbelastung aus Bandung und Außerhalb sorgen wird, befindet sich derzeit im Bau.

## Freizeitmöglichkeiten
Es gibt verschiedene Freizeitmöglichkeiten in Jatinangor wie z. B. Klettern, Pencak Silat, Fußball oder das in Indonesien sehr beliebte Badminton, das hauptsächlich im Doppel und in einer der zahlreichen kleinen Hallen gespielt wird.
Des Weiteren kann man der bergigen Landschaft gut wandern. Ein interessantes Wanderziel ist der östlich gelegene Gunung Geulis (sundanesisch: hübscher Berg), der eine alte Grabstätte auf seinem Gipfel hat.